# Strażnica pożarowa przy ul. Grunwaldzkiej w Poznaniu
Budynek jeżyckiej straży pożarnej – budynek jeżyckiej straży pożarnej, zlokalizowany w Poznaniu przy ul. Grunwaldzkiej 16a, w podwórzu Specjalistycznego Szpitala Klinicznego UM, czyli dawniejszego Hotelu Polonia, a następnie szpitala wojskowego. Mimo że budynek służył jednostce jeżyckiej, dziś znajduje się na Grunwaldzie, na terenie jednostki pomocniczej Osiedle Św. Łazarz.

## Charakterystyka
Obiekt jest bardzo charakterystyczny dla twórczości swojego projektanta – Fritza Teubnera (ówczesnego poznańskiego architekta miejskiego). Łączy cechy nawiązujące do baroku z elementami ceglanymi i szachulcowymi. Zbudowany został (wraz ze stajnią) w 1908. W 1909 powstały także toalety i kuźnia. Mieścił garaże wozów pożarnych i stajnie dla koni (parter) oraz pomieszczenia dla strażaków (piętro). Zawierał także pomieszczenia z nowoczesną aparaturą telegraficzną. Od 1928 w budynku siedzibę miało pierwsze w Poznaniu pogotowie ratunkowe (początkowo był to jeden pokój i jeden garaż).
Budowa gmachu była jednym z elementów tworzonej w początkach XX wieku nowoczesnej i zdecentralizowanej sieci ochrony przeciwpożarowej miasta. Budynek pełni swoją pierwotną rolę do dziś. W pobliżu znajduje się Willa Flora, kościół św. Michała Archanioła, Collegium Chemicum, II Liceum Ogólnokształcące, kamienica Bolesława Richelieu, dom oficerski i tereny MTP.